# FC Amicitia Riehen
Der FC Amicitia Riehen ist ein in Riehen (Schweiz) beheimateter Fussballverein.Die Heimspiele werden auf der Grendelmatte, Riehen ausgetragen.  Der Verein wurde im Jahr 1930 gegründet. Aktuell spielt die erste Mannschaft des FC Amicitia in der 2. Liga, der sechsthöchsten Spielklasse der Schweiz.

## Geschichte
Vermutlich im Anschluss an die Eröffnung des Sportplatzes Grendelmatte im Jahre 1929 gründeten am 1. Juli 1930 im Restaurant «Lindenhof» elf Männer den «Arbeiter Turn- und Sportverein Riehen». Nachdem sich die Vereinsaktivitäten hauptsächlich auf das Fussballspiel konzentrierten, wurde der Verein 1932 auf den Namen «Arbeiter Fussball-Club Riehen» umbenannt und man schloss sich der Meisterschaft des Schweizerischen Arbeiter-, Turn- und Sportverbandes (SATUS) an. Jedoch verzeichnete der AFC Riehen in der SATUS-Meisterschaft kaum Erfolge und wurde in der Saison 1936/37 sogar Tabellenletzter mit einem Punkt. Nichtsdestotrotz schaffte es ein Riehener in die SATUS Nationalmannschaft. Goalie Kämpf stand 1933 zwischen den Pfosten der Schweizer SATUS Nationalmannschaft, als man in einem Europameisterschafts-Qualifikationsspiel gegen Belgien spielte. Als die Mitgliederzahl gerade noch elf aktive Sportler und sechzehn Junioren betrug, schloss sich der AFC Riehen mit dem AFC Mulbeer zum «Arbeiter Fussball-Club Amicitia» zusammen.
Der damalige Klubpräsident Jakob Jutzler hatte den Einfall, den kameradschaftlichen Zusammenschluss durch den Namen «Amicitia» (lat. Freundschaft) zu besiegeln. Die Idee von einem    freundschaftlichen und sozialen Vereinsleben wurde zum Leitsatz des 1936 fusionierten Vereins: Feste und Vereinsreisen ergänzten das sportliche Programm. Noch im Jahre 2018 werden «Freundschaft» und «Geselligkeit» als grundlegende Werte auf der Vereinshomepage aufgelistet.
Als die regionale SATUS Meisterschaft 1967 in den SFV – Schweizerischen Fussballverband integriert wurde, trat der FC Amicitia in der vierten Liga an. 1979 gelang der Aufstieg in die dritte Liga.    Regionaler Konkurrent des FC Amicitia war der FC Riehen, der in der ersten Liga spielte und eine starke Juniorenabteilung hatte. Am 20. April 1982 gründete auch der FC Amicitia eine eigene    Juniorenabteilung. In der Saison 1990/91 durchlebte Amicitia eine harte Zeit: Nur noch eine Mannschaft spielte in den Meisterschaften des SFV. Als der FC Riehen im Jahr 1993 finanzielle Problem hatte und interne Konflikte austrug, trat ein grosser Teil der Junioren geschlossen zum FC Amicitia über. Dieser nutzte die Chance, indem er die Juniorenabteilung weiter ausbaute und bald schafften es die ersten eigenen Junioren in die Aktivteams. Die dadurch gewonnene Qualität an Spielern führte 1995 die erste Mannschaft wieder zurück in die 3. Liga, 2001 dann in die 2. Liga. Der Club wuchs kontinuierlich, bis er 2005 rund 700 Mitglieder zählte.

## Sportliche Erfolgsgeschichte
2009 gewann der FCA den Basler Cup (heutiger Nepple Basler Cup) gegen den FC Black Stars, Basel. Den Sportpreis der Gemeinde Riehen für das Jahr 2009 erhielt der FCA für diesen grandiosen Sieg im Basler Cup, der zugleich die erstmalige Qualifikation für den Schweizer Cup bedeutete. Amicitia zog zwar nicht das erhoffte «Traumlos» FC Basel, aber mit dem FC Thun bekam man es mit einem Verein zu tun, der vor Kurzem noch in der Champions League für Furore gesorgt hatte, danach aber in die Challenge League, die zweithöchste Schweizer Spielklasse, abgestiegen war.
Als weiteres Highlight der Amicitia Geschichte spielte man am 17. September 2011 auf der heimischen Grendelmatte im Helvetia Schweizer Cup in der 1. Runde gegen den FC Aarau wo man mit 0:8 Toren unterlag.
Im Jahre 2018 gelang der Wiederaufstieg des FCA in die 2. Liga regional (höchste regionale Liga) unter Trainer Giuseppe Stabile. Im folgenden Jahr stieg man wieder in die 3. Liga regional ab. Durch den Trainer Kevin Ramseyer schaffte man mit einer jungen Mannschaft, trotz COVID-19 unterbruch, den Wiederaufstieg in die 2. Liga regional und erreichte das Final des Nepple Basler Cup. Dies verlor man gegen den FC Concordia Basel 4:0.